# Terna (macchina)

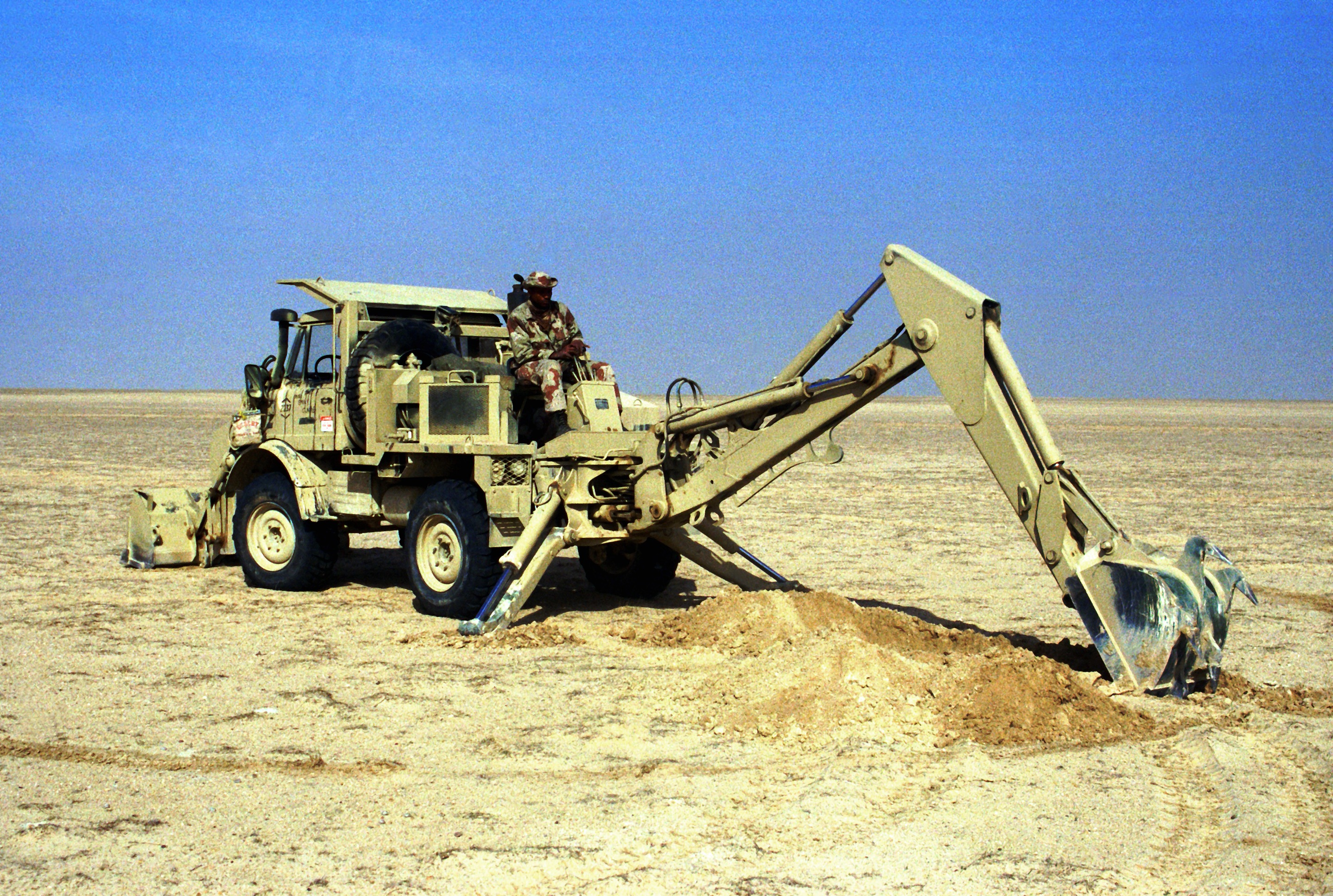
Terna Unimog dell'USMC durante l'Operazione Desert Storm

La terna è una macchina semovente da cantiere usata per eseguire lavori di scavo, riporto, e movimento di materiale, equipaggiata con una benna nella parte anteriore e un escavatore nella parte posteriore (retroescavatore).

## Storia
Il vero sviluppo della terna è iniziato nel 1947 ad opera degli inventori che hanno fondato la Wain-Roy Corporation di Hubbardston, Massachusetts. Nel 1947 la Wain-Roy Corporation sviluppò e collaudò le prime terne vere e proprie. Nell'aprile del 1948 la Wain-Roy Corporation vendette le prime terne interamente idrauliche, montate su un trattore Ford modello 8N, alla Connecticut Light and Power Company per la somma di 705 dollari.

## Tipi e descrizione
La principale caratteristica che la distingue da altre macchine per movimento terra è la presenza combinata di pala sull'anteriore (mutuata dalla pala caricatrice, di cui mantiene l'impostazione generale del veicolo) e del braccio escavatore sul lato posteriore.
La terna è un mezzo molto versatile perché combina la benna e l'escavatore, che sono i due strumenti più pratici, e quindi più importanti, per il movimento terra; il tutto in un veicolo di dimensioni ridotte e particolarmente agile, specialmente se snodato. Queste caratteristiche ne fanno uno dei mezzi più diffusi nel campo cantieristico.
Possono essere fisse (cioè con telaio rigido e con sistema sterzante sulle ruote anteriori) oppure articolate (dette anche snodate) per la presenza di due snodi al centro del veicolo. I due snodi funzionano esattamente come sui dumper e sulle ruspe: uno permette una rotazione rispetto a un asse verticale, e quindi di sterzare, l'altro una rotazione rispetto all'asse orizzontale longitudinale, permettendo ai due assi di appoggiare contemporaneamente su due piani non paralleli.
Dal punto di vista del metodo di locomozione, possono essere gommate o cingolate:
- gommate: Ideali per terreni urbani, strade asfaltate e superfici compatte, grazie alla maggiore velocità e facilità di manovra.
- cingolate: Più adatte a terreni accidentati, fangosi o sabbiosi, offrendo maggiore stabilità e trazione in condizioni difficili.[4]

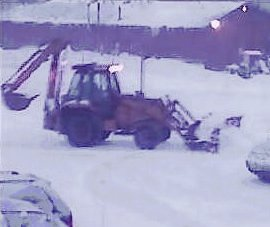
Un retroescavatore con attacco per spazzaneve che sgombera la neve
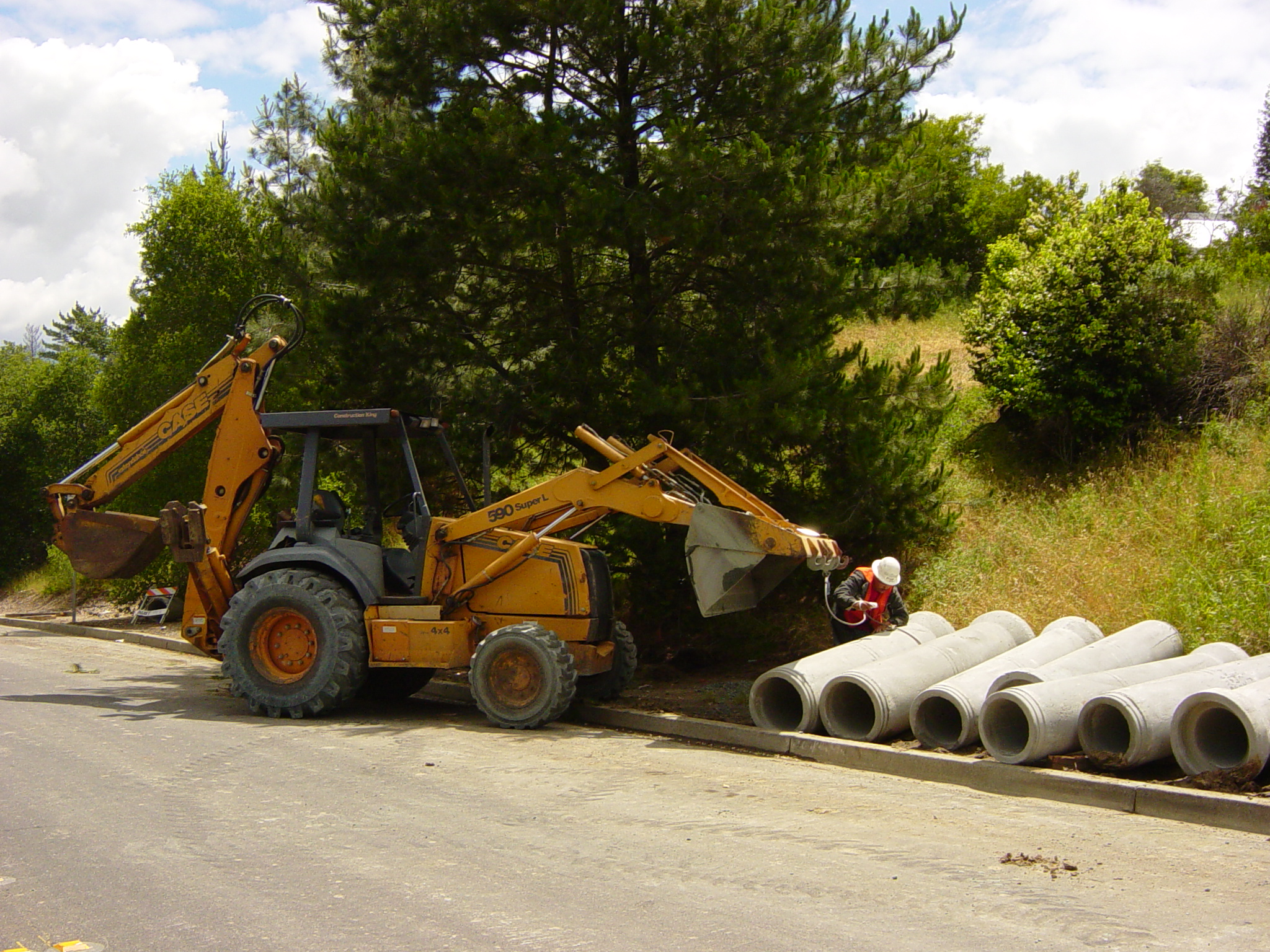
Un operaio attacca un cavo di sollevamento a una sezione di tubo fognario in cemento. Si notino gli stabilizzatori retratti di questo retroescavatore Case.
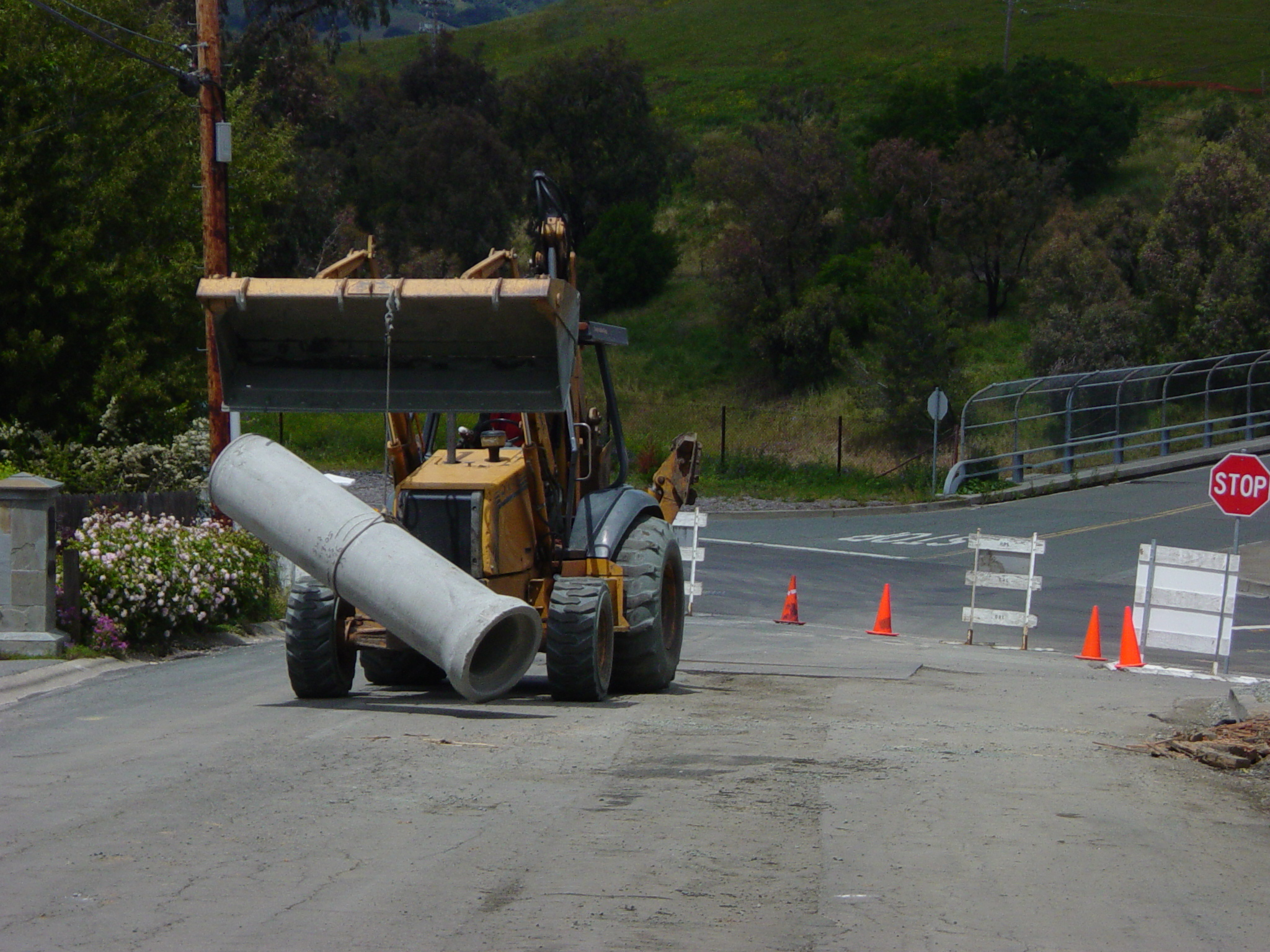
Tubo trasportato con un cavo di sollevamento

## Normativa
Nella Comunità Europea le terne sono soggette a restrizioni sulle emissioni di rumore attraverso la Direttiva 2000/14/CE del Parlamento europeo e del Consiglio dell'8 maggio 2000 sul ravvicinamento delle legislazioni degli Stati membri concernenti l'emissione acustica ambientale delle macchine ed attrezzature destinate a funzionare all'aperto.